# Nyemission
En nyemission är när ett aktiebolag ger ut (emitterar) nya aktier. 
Ett aktiebolag erbjuder befintliga och/eller potentiella nya aktieägare att teckna nya aktier i företaget. Detta görs normalt sett för att hjälpa företaget finansiera en expansion, men kan även vara nödvändigt för att undvika konkurs. En nyemission ökar företagets aktiekapital och kassa. (Definition enligt Investerarens uppslagsbok)
Syftet med en nyemission är att få in nya pengar i företaget, till exempel för att finansiera en expansion såsom en utlandsetablering eller inköp av någon väsentlig utrustning. Ibland görs en nyemission i syfte att rädda företaget undan en svårartad ekonomisk situation. Vid nyemission ökar aktiekapitalet samt företagets kapital.
Ett aktiebolag som har 1 000 000 utestående aktier kan till exempel besluta att nyemittera 100 000 aktier och därefter ha 1 100 000 utestående aktier. Det nominella beloppet per aktie är samma som tidigare, men aktiekapitalet ökar eftersom det finns fler utestående aktier. Det vanligaste vid en nyemission är att man tar in extra kapital förutom aktiekapitalet. Detta hamnar då i den s.k överkursfonden, som kan användas för att täcka upp kommande förluster under till exempel en uppbyggnadsfas.
Vid en nyemission uppstår så kallad utspädning, vilket betyder att en aktie efter en nyemission representerar en mindre andel av bolaget än före emissionen. Bolagets ursprungliga ägare kommer alltså att minska sitt procentuella innehav i bolaget om de inte deltar i nyemissionen genom att betala in mer pengar.
Vid företrädesemission erbjuds de nyemitterade aktierna till försäljning till samtliga av bolagets befintliga aktieägare. Erbjudandet fördelas jämnt mellan aktieägarna i förhållande till storleken på aktieinnehavet. Förhållandet 1:2 innebär att för varannan befintlig aktie får man rätten att teckna en ny. Rätten att teckna, eller köpa, de nyemitterade aktierna i bolaget kallas för teckningsrätt. Teckningsrätter är precis som aktier ett värdepapper som kan köpas och säljas på en börs, till exempel Nasdaq OMX. Då priset på de nyemitterade aktierna blir fastslaget vid en bolagsstämma ändrar sig priset på teckningsrätten beroende på hur bolagets aktie utvecklas.
Företrädesemission är den vanligaste typen av nyemission. Det finns flera typer av nyemissioner. Till exempel en riktad nyemission som riktas mot visst håll, till exempel de anställda, vilket innebär att de, istället för aktieägarna, får erbjudandet att köpa de nyemitterade aktierna.